# Folke Johnson
Folke Johnson (Stoccolma, 15 giugno 1887 – Stoccolma, 20 febbraio 1962) è stato un velista svedese, vincitore della medaglia d'argento ai Giochi olimpici di Stoccolma 1912 nella classe 12 metri a bordo dell'imbarcazione chiamata Ema Signe.

## Palmarès
- Giochi olimpici

Stoccolma 1912: argento nei 12 metri.